# Angelo Acciaiuoli

Herb rodziny Acciaiuoli

Angelo Acciaiuoli (zm. 1380 w Messynie) – florencki baron Koryntu w latach 1365-1371. 
Był synem Niccolò Acciaiuoli, szeneszala Królestwa Neapolu i barona Koryntu w latach 1358-1365. Został usunięty przez Nerio I Acciaiuoli. 